# Wietnam na Letnich Igrzyskach Olimpijskich 2012
Wietnam na Letnich Igrzyskach Olimpijskich 2012 reprezentowało 18 zawodników: sześciu mężczyzn i dwanaście kobiet. Nie zdobyli oni żadnego medalu.
Był to ósmy występ reprezentacji Wietnamu na letnich igrzyskach olimpijskich.

## Skład kadry

### Badminton
Mężczyźni
| Zawodnik         | Konkurencja    | Faza grupowa      | Faza grupowa          | Faza grupowa      | Faza grupowa | 1/8 finału        | Ćwierćfinał       | Półfinał          | Finał             | Finał   |
| Zawodnik         | Konkurencja    | Przeciwnik Punkty | Przeciwnik Punkty     | Przeciwnik Punkty | Miejsce      | Przeciwnik Punkty | Przeciwnik Punkty | Przeciwnik Punkty | Przeciwnik Punkty | Miejsce |
| ---------------- | -------------- | ----------------- | --------------------- | ----------------- | ------------ | ----------------- | ----------------- | ----------------- | ----------------- | ------- |
| Nguyễn Tiến Minh | gra pojedyncza | Yuhan Tan 2-1     | Parupalli Kashyap 0-2 |                   | 2.           | → Nie awansował   | → Nie awansował   | → Nie awansował   | → Nie awansował   | 17.     |

### Gimnastyka
Mężczyźni
| Zawodnik        | Konkurencje            | Konkurencje            | Konkurencje     | Konkurencje     | Konkurencje                 | Konkurencje                 | Konkurencje          | Konkurencje          | Konkurencje            | Konkurencje            | Konkurencje         | Konkurencje         | Konkurencje | Konkurencje | Konkurencje        | Konkurencje        |
| Zawodnik        | Wielobój indywidualnie | Wielobój indywidualnie | Ćwiczenia wolne | Ćwiczenia wolne | Ćwiczenia na koniu z łękami | Ćwiczenia na koniu z łękami | Ćwiczenia na kółkach | Ćwiczenia na kółkach | Ćwiczenia na poręczach | Ćwiczenia na poręczach | Ćwiczenia na drążku | Ćwiczenia na drążku | Skoki       | Skoki       | Wielobój drużynowy | Wielobój drużynowy |
| Zawodnik        | Wynik                  | Pozycja                | Wynik           | Pozycja         | Wynik                       | Pozycja                     | Wynik                | Pozycja              | Wynik                  | Pozycja                | Wynik               | Pozycja             | Wynik       | Pozycja     | Wynik              | Pozycja            |
| --------------- | ---------------------- | ---------------------- | --------------- | --------------- | --------------------------- | --------------------------- | -------------------- | -------------------- | ---------------------- | ---------------------- | ------------------- | ------------------- | ----------- | ----------- | ------------------ | ------------------ |
| Phạm Phước Hưng |                        |                        |                 |                 |                             |                             | 14,433               | 40.                  | 15,133                 | 19.                    |                     |                     |             |             |                    |                    |

Kobiety
| Zawodniczka        | Wynik                  | Wynik                  | Wynik           | Wynik           | Wynik                  | Wynik                  | Wynik                   | Wynik                   | Wynik  | Wynik   | Wynik              | Wynik              |
| Zawodniczka        | Wielobój indywidualnie | Wielobój indywidualnie | Ćwiczenia wolne | Ćwiczenia wolne | Ćwiczenia na poręczach | Ćwiczenia na poręczach | Ćwiczenia na równoważni | Ćwiczenia na równoważni | Skoki  | Skoki   | Wielobój drużynowy | Wielobój drużynowy |
| Zawodniczka        | Wynik                  | Pozycja                | Wynik           | Pozycja         | Wynik                  | Pozycja                | Wynik                   | Pozycja                 | Wynik  | Pozycja | Wynik              | Pozycja            |
| ------------------ | ---------------------- | ---------------------- | --------------- | --------------- | ---------------------- | ---------------------- | ----------------------- | ----------------------- | ------ | ------- | ------------------ | ------------------ |
| Phan Thị Hà Thanh  |                        |                        | 12,466          | 71.             |                        |                        |                         |                         | 13,533 | 12.     |                    |                    |
| Đỗ Thị Ngân Thương |                        |                        |                 |                 | 11,466                 | 73.                    | 11,966                  | 70.                     |        |         |                    |                    |

### Judo
Kobiety
| Zawodniczka | Konkurencja | 1/16                      | 1/8                 | Ćwierćfinał         | Półfinał            | Pierwsza runda repasaży | Półfinał repasaży   | Finał               | Finał   |
| Zawodniczka | Konkurencja | Przeciwniczka Wynik       | Przeciwniczka Wynik | Przeciwniczka Wynik | Przeciwniczka Wynik | Przeciwniczka Wynik     | Przeciwniczka Wynik | Przeciwniczka Wynik | Pozycja |
| ----------- | ----------- | ------------------------- | ------------------- | ------------------- | ------------------- | ----------------------- | ------------------- | ------------------- | ------- |
| Văn Ngọc Tú | – 48 kg     | Sarah Menezes P 0002-0021 | → Nie awansował     | → Nie awansował     | → Nie awansował     | → Nie awansował         | → Nie awansował     | → Nie awansował     | 17.     |

### Lekkoatletyka
Kobiety
Konkurencje biegowe
| Zawodnik              | Konkurencja | Eliminacje | Eliminacje | Półfinał | Półfinał | Finał   | Finał   |
| Zawodnik              | Konkurencja | Wynik      | Miejsce    | Wynik    | Miejsce  | Wynik   | Miejsce |
| --------------------- | ----------- | ---------- | ---------- | -------- | -------- | ------- | ------- |
| Nguyễn Thị Thanh Phúc | chód 20 km  |            |            |          |          | 1:33:36 | 36.     |

Konkurencje techniczne
| Zawodniczka        | Konkurencja | Kwalifikacje | Kwalifikacje | Finał            | Finał            |
| Zawodniczka        | Konkurencja | Wynik        | Miejsce      | Wynik            | Miejsce          |
| ------------------ | ----------- | ------------ | ------------ | ---------------- | ---------------- |
| Dương Thị Việt Anh | skok wzwyż  | 1,80         | 29.          | → Nie awansowała | → Nie awansowała |

### Pływanie
Kobiety
| Zawodniczka         | Konkurencja      | Eliminacje | Eliminacje | Półfinał         | Półfinał         | Finał            | Finał            |
| Zawodniczka         | Konkurencja      | Czas       | Miejsce    | Czas             | Miejsce          | Czas             | Miejsce          |
| ------------------- | ---------------- | ---------- | ---------- | ---------------- | ---------------- | ---------------- | ---------------- |
| Nguyễn Thị Ánh Viên | 200m grzbietowym | 2:13,35    | 26.        | → Nie awansowała | → Nie awansowała | → Nie awansowała | → Nie awansowała |
| Nguyễn Thị Ánh Viên | 400m zmiennym    | 4:50,32    | 28.        |                  |                  | → Nie awansowała | → Nie awansowała |

### Podnoszenie ciężarów
Mężczyźni
| Zawodnik          | Konkurencja | Rwanie | Rwanie  | Podrzut | Podrzut | Razem  | Pozycja |
| Zawodnik          | Konkurencja | Wynik  | Pozycja | Wynik   | Pozycja | Razem  | Pozycja |
| ----------------- | ----------- | ------ | ------- | ------- | ------- | ------ | ------- |
| Trần Lê Quốc Toàn | -56 kg      | 125 kg | 4.      | 159 kg  | 2.      | 284 kg | 4.      |

Kobiety
| Zawodniczka     | Konkurencja | Rwanie | Rwanie  | Podrzut | Podrzut | Razem  | Pozycja |
| Zawodniczka     | Konkurencja | Wynik  | Pozycja | Wynik   | Pozycja | Razem  | Pozycja |
| --------------- | ----------- | ------ | ------- | ------- | ------- | ------ | ------- |
| Nguyễn Thị Thuý | -53 kg      | 85 kg  | 8.      | 110 kg  | 7.      | 195 kg | 8.      |

### Strzelectwo
Mężczyźni
| Zawodnik        | Konkurencja | Kwalifikacje | Kwalifikacje | Finał           | Finał           |
| Zawodnik        | Konkurencja | Wynik        | Pozycja      | Wynik           | Pozycja         |
| --------------- | ----------- | ------------ | ------------ | --------------- | --------------- |
| Hoàng Xuân Vinh | ppn 60      | 582          | 9.           | → Nie awansował | → Nie awansował |
| Hoàng Xuân Vinh | pdw 60      | 563          | 4.           | 658,5           | 4.              |

Kobiety
| Zawodnik          | Konkurencja | Kwalifikacje | Kwalifikacje | Finał            | Finał            |
| Zawodnik          | Konkurencja | Wynik        | Pozycja      | Wynik            | Pozycja          |
| ----------------- | ----------- | ------------ | ------------ | ---------------- | ---------------- |
| Lê Thị Hoàng Ngọc | ppn 40      | 379          | 21.          | → Nie awansowała | → Nie awansowała |
| Lê Thị Hoàng Ngọc | psp 60      | 574          | 32.          | → Nie awansowała | → Nie awansowała |

### Szermierka
Mężczyźni
| Zawodnik         | Konkurencja          | 1/16                 | 1/8              | Ćwierćfinały     | Półfinały        | Finał            | Finał   |
| Zawodnik         | Konkurencja          | Przeciwnik Wynik     | Przeciwnik Wynik | Przeciwnik Wynik | Przeciwnik Wynik | Przeciwnik Wynik | Pozycja |
| ---------------- | -------------------- | -------------------- | ---------------- | ---------------- | ---------------- | ---------------- | ------- |
| Nguyễn Tiến Nhật | szpada indywidualnie | Elmir Älymżanow 9-15 | → Nie awansował  | → Nie awansował  | → Nie awansował  | → Nie awansował  | 29.     |

### Taekwondo
Kobiety
| Zawodnik          | Konkurencja | 1/8               | Ćwierćfinał      | Półfinał         | Repesaż 1        | Repesaż 2        | Finał            | Finał   |
| Zawodnik          | Konkurencja | Przeciwnik Wynik  | Przeciwnik Wynik | Przeciwnik Wynik | Przeciwnik Wynik | Przeciwnik Wynik | Przeciwnik Wynik | Pozycja |
| ----------------- | ----------- | ----------------- | ---------------- | ---------------- | ---------------- | ---------------- | ---------------- | ------- |
| Chu Hoàng D. Linh | -67 kg      | Helena Fromm 1-13 | → Nie awansowała | → Nie awansowała | → Nie awansowała | → Nie awansowała | → Nie awansowała | 11.     |

Mężczyźni
| Zawodnik      | Konkurencja | 1/8               | Ćwierćfinał      | Półfinał         | Repesaż 1        | Repesaż 2        | Finał            | Finał   |
| Zawodnik      | Konkurencja | Przeciwnik Wynik  | Przeciwnik Wynik | Przeciwnik Wynik | Przeciwnik Wynik | Przeciwnik Wynik | Przeciwnik Wynik | Pozycja |
| ------------- | ----------- | ----------------- | ---------------- | ---------------- | ---------------- | ---------------- | ---------------- | ------- |
| Lê Huỳnh Châu | -58 kg      | Wei Chen-Yang 1-5 | → Nie awansował  | → Nie awansował  | → Nie awansował  | → Nie awansował  | → Nie awansował  | 11.     |

### Wioślarstwo
Kobiety
| Zawodnik                   | Konkurencja | Eliminacje | Eliminacje | Repesaż | Repesaż | Półfinały        | Półfinały        | Finał       | Finał | Miejsce |
| Zawodnik                   | Konkurencja | Czas       | M.         | Czas    | M.      | Czas             | M.               | Czas        | M.    | Miejsce |
| -------------------------- | ----------- | ---------- | ---------- | ------- | ------- | ---------------- | ---------------- | ----------- | ----- | ------- |
| Phạm Thị Thảo Phạm Thị Hài | LW2x        | 7:50,06    | 5.         | 7:37,64 | 5.      | → Nie awansowały | → Nie awansowały | 7:51,82 (C) | 4.    | 16.     |

### Zapasy
Kobiety – styl wolny
| Zawodnik       | Konkurencja | Kwalifikacje     | 1/8              | Ćwierćfinał      | Półfinał         | Repesaż 1        | Repesaż 2        | Finał            | Finał   |
| Zawodnik       | Konkurencja | Przeciwnik Wynik | Przeciwnik Wynik | Przeciwnik Wynik | Przeciwnik Wynik | Przeciwnik Wynik | Przeciwnik Wynik | Przeciwnik Wynik | Pozycja |
| -------------- | ----------- | ---------------- | ---------------- | ---------------- | ---------------- | ---------------- | ---------------- | ---------------- | ------- |
| Nguyễn Thị Lụa | -48 kg      |                  | Carol Huynh 1T-0 | → Nie awansowała | → Nie awansowała | → Nie awansowała | → Nie awansowała | → Nie awansowała | 10.     |